# Otto Prutscher
Otto Prutscher (Vienne, 1880 - Vienne, 1949) est un architecte et designer autrichien, travaillant dans le style Art nouveau.

## Biographie
Otto Prutscher naît le 7 avril 1880 à Vienne (Autriche). Il est le fils de l'ébéniste Johann Prutscher et de son épouse Maria Tondl, et le frère de l'architecte Hans Prutscher (de).
Après un apprentissage en charpenterie avec son père de 1895 à 1897, il fréquente d'abord une université de sciences appliquées dans l'industrie du bois et, en 1895, fait un voyage d'étude à Paris puis à Londres. Par la suite, il étudie à l'université des arts appliqués de Vienne entre 1897 et 1901, ayant pour professeurs Franz Matsch et Josef Hoffmann. Ses designs, principalement influencés par ceux de Hoffmann et par le style sécessionniste de l'époque, sont remarqués et certains sont publiés dans des revues spécialisées à partir de 1900.
Après avoir terminé ses études en 1901, il collabore avec Erwin Puchinger (en) sur une série d'espaces intérieurs à Paris et à Londres.
À partir de 1902, il enseigne à l'Institut supérieur du graphisme (de) puis devient en 1909, professeur à l'université des beaux-arts de Vienne jusqu'en 1939 et plus tard de 1945 à 1946.
En 1911, il épouse Helene Süsmandl, avec qui il a deux filles.
Durant les années précédent la première Guerre mondiale, il dessine de nombreuses maisons et intérieurs dans différentes villes d'Autriche, ainsi que des édifices et intérieurs de magasins et salons de café de Vienne. Ses premiers dessins sont fortement inspirés de l'Art nouveau (Jugendstil, en Autriche). À partir de 1908, ses projets commencent à incorporer des éléments typiques de l'architecture classique.
Il travaille à l'atelier Wiener Werkstätte et conçoit sa propre salle pour l'exposition des arts de Vienne 1908. De 1922 à 1941, il est membre de la Maison des artistes de Vienne. Prutscher travaille avec le magazine Interieur et participe à de nombreuses expositions.
En 1939, Otto Prutscher est obligé de se retirer parce qu'il ne veut pas se séparer de sa femme, d'origine juive. Mais le couple serait parvenu à vivre à Vienne sans être dérangé pendant la guerre.
Après la guerre, il commence à incorporer dans son œuvre des éléments de l'expressionnisme et de la Nouvelle Objectivité sur une base historiciste.
En 1947, il reçoit le Prix d'État autrichien pour l'architecture. Après sa mort en 1949, un mémorial est érigé au cimetière central de Vienne (groupe 12 C, rang 16, n ° 1).
Otto Prutscher meurt le 15 février 1949 à Vienne.

## Œuvre
Prutscher était un architecte très convoité et un marchand d'art majeur de Vienne au début du XXe siècle. Il a créé de grands bâtiments résidentiels dans Vienne la rouge, ainsi que des maisons unifamiliales et des meubles d'intérieur. Il a conçu des meubles pour Jacob & Josef Kohn, des bijoux, des porcelaines, des couverts, des couvertures de livres et autres textiles pour l'atelier Wiener Werkstätte.

Dans l'ouvrage Modern Designs in Jewellery and Fans (1903), W. Fred décrit le travail d'Otto Prutscher ainsi : 

« Les colliers et boucles d'oreille d'Otto Prutscher sont remarquables aussi bien pour leur beauté que pour l'harmonieuse variété de leurs couleurs. Il utilise l'émail en grande quantité ainsi que de petites pierres précieuses. Très rare également, sa manière d'utiliser le métal : tout juste assez pour tenir l'émail en place. On dirait que l'artiste avait en tête une vision des femmes en train de porter ses œeuvres, et qui seraient trop tendres et frêles pour porter un quelconque poids, ce qui rendrait l'utilisation de beaucoup de métal dans les décorations malvenu. »

### Œuvres architecturales
- Miethaus, Wien 14, Salisstraße 3, 1904
- Geschäftslokal der Hutfabrik P. & C. Habig, Wiedner Hauptstraße, vers 1910
- Geschäftslokal der Bettwarenfirma Anton Böck, Kärntner Straße, vers 1910
- Geschäftslokal der Leder- und Bronzenfirma Munk, Stephansplatz, vers 1910
- Villa Moriz Rothberger samt Gartenanlage, Baden bei Wien, Friedrichstraße 14, 1912[4],[5],[6]
- Landhaus Rudolf Bienenfeld samt Gartenanlage, Baden bei Wien, Radetzkystraße 4, 1912–13[7],[8],[6]
- Haus Theodor Flemmich à Jägerndorf, Österreichisch-Schlesien, 1914–15
- Haus Dr. Friedrich Benesch, Kaulbachstraße 8, 1914–15
- Inneneinrichtung des Dianabades, 1913–17 (disparu en 1967)
- Russenkirche, Vienne, 1917
- Haus Arnfelser, Gleisdorf, 1919
- Villa Knopf, Braungasse, 44, 1919–22
- Inneneinrichtung der Wohnung Dr. Franz Kindler, Vienne-Mariahilf, 1920[9]
- Geschäftslokal und Inneneinrichtung der Möbelfabrik Knobloch, Karl-Schweighofer-Gasse, 10–12, 1921
- Villa Hübl, Rooseveltova 2, Ústí nad Labem, 1923–24[10]
- Wohnhausanlage Heinehof, 1925
- Wohnhausanlage Lorenshof, Längenfeldgasse 14-18, Vienne-Meidling, 1927
- Wohnhausanlage Hermann-Fischer-Hof, 1928
- Wohnhausanlage Harkortstraße 4, 1928–29
- Wohnhausanlage Eiflerhof, 1929
- Erweiterung eines Kirchenbaus, Murlingengasse, 1931
- Wohnhaus Dr. Otto Wertheim, Mariazell, 1932
- Landhaus Kapsch, Mitterbach, 1932
- Landhaus Cerny, Erlaufsee, 1932
- Café Palace, 1933
- Geschäftseinrichtung der Firma Piccini am Naschmarkt, 1934
- Entwürfe für die Firmen Backhausen und Thonet
- Villen und Wohnhäuser in Baden, Mitterbach, Mariazell und in Jägerndorf in Schlesien
- Boulevardtheater im St. Annahof in der Annagasse, Wien, Innere Stadt, Vienne

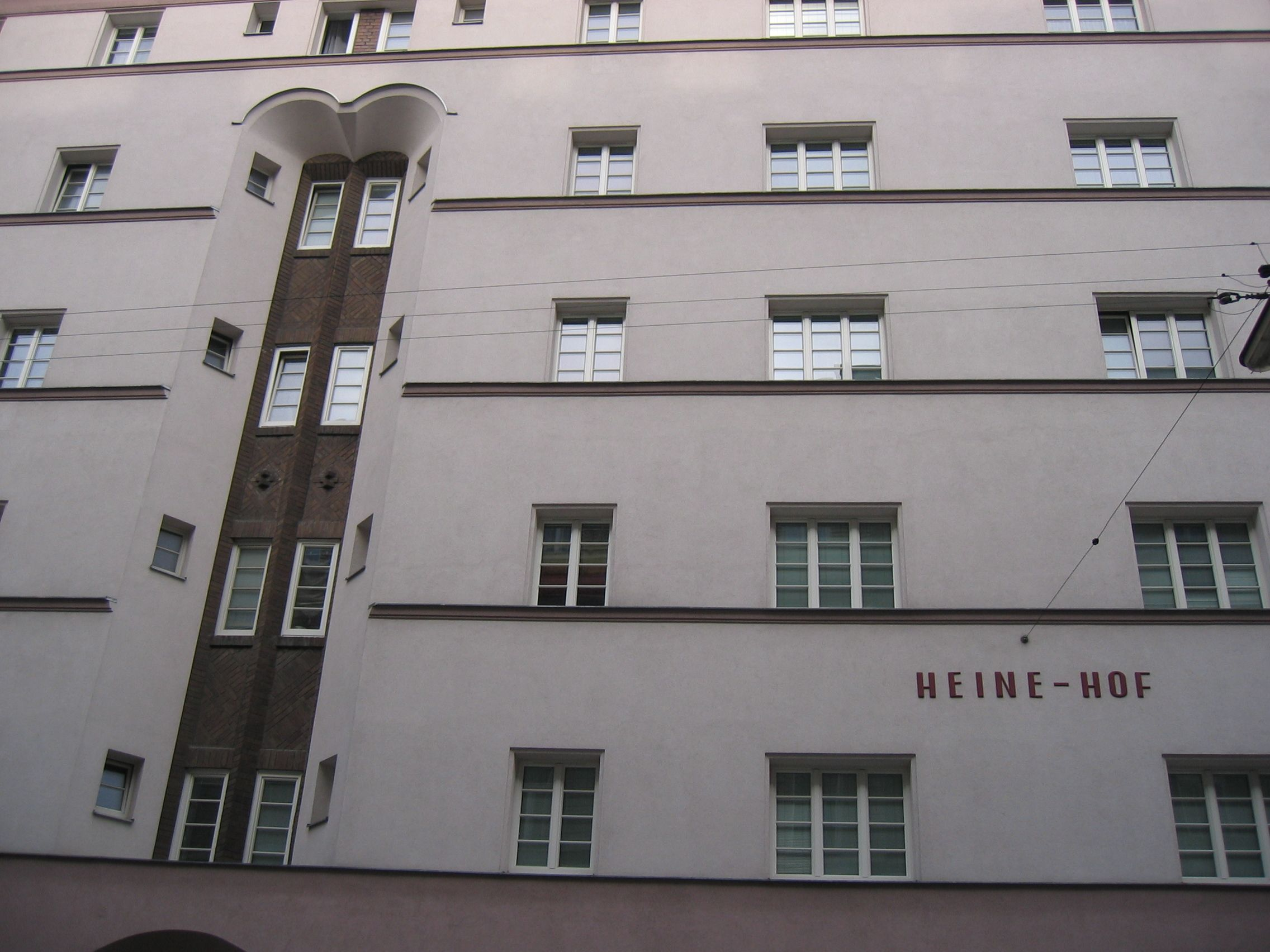
Heinehof
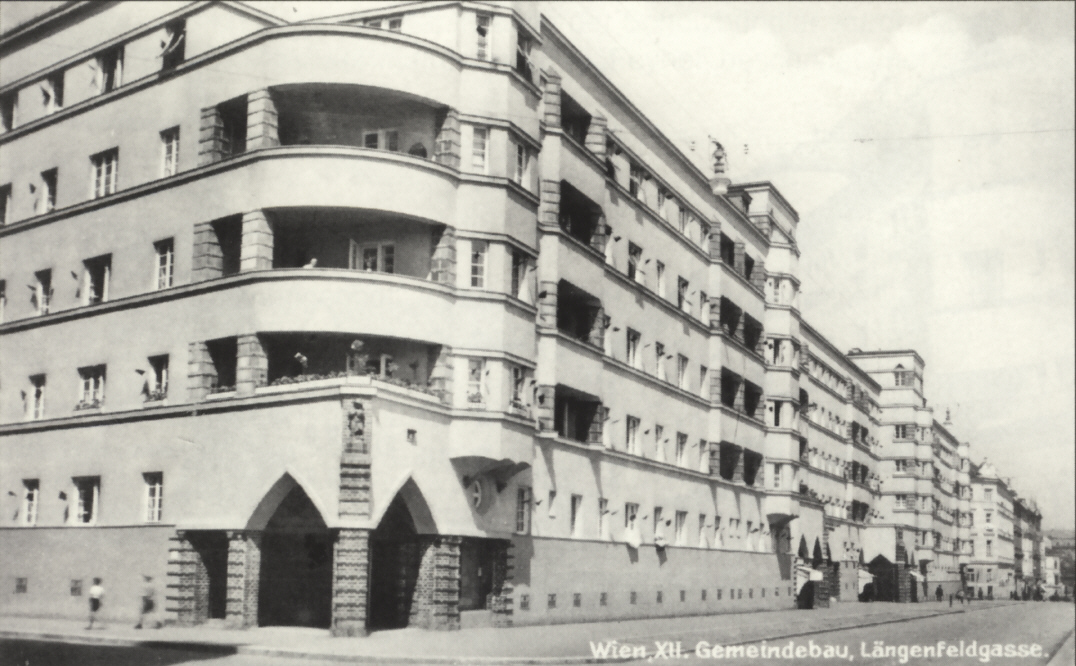
Lorenshof (carte postale de 1930)
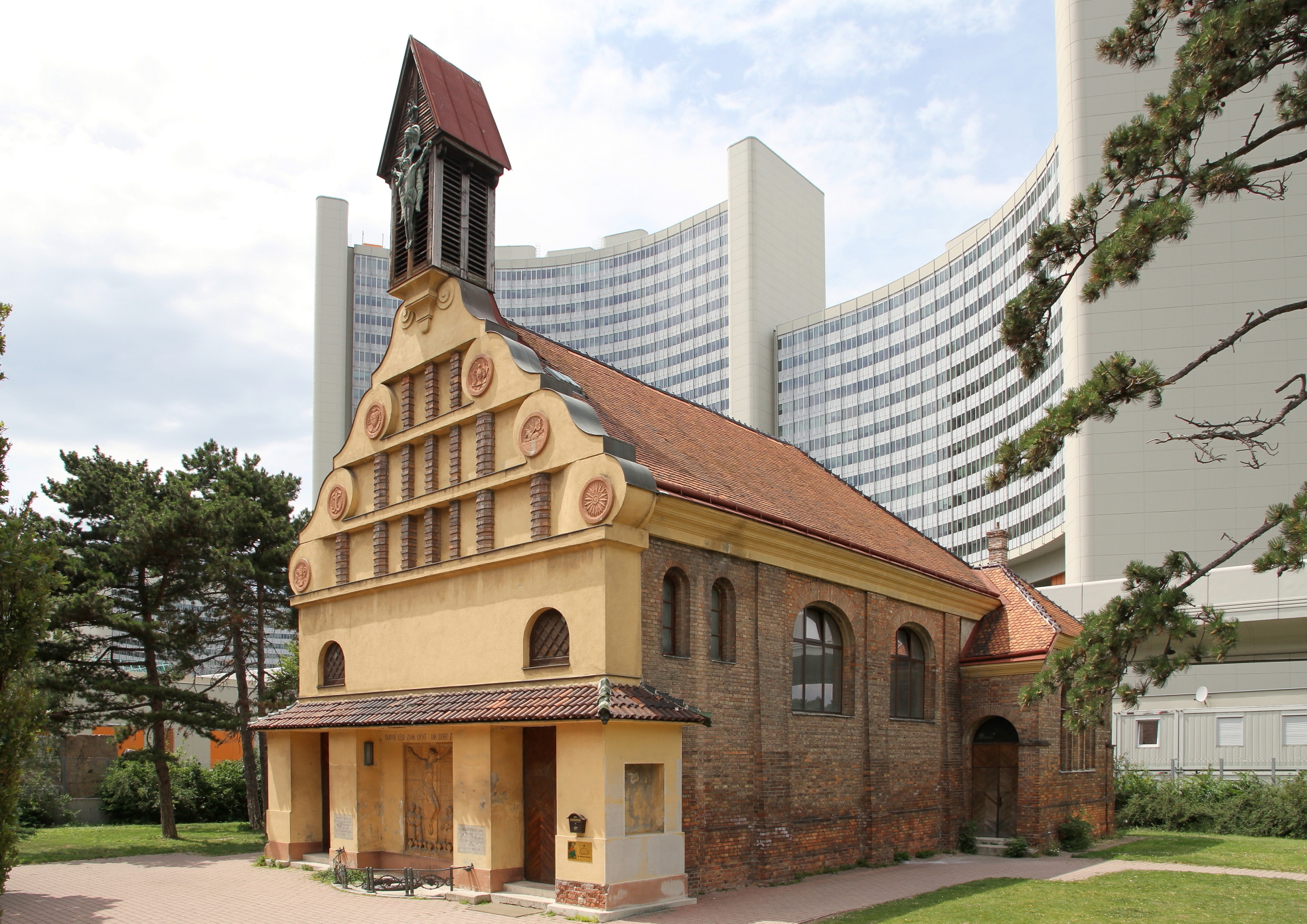
Russenkirche (1915/17), Vienne

### Meubles et objets de décoration
Otto Prutscher a réalisé une série de verres en utilisant ses motifs typiques à carreaux, de différentes tailles, formes et couleurs. Il projetait la couleur sur la surface, puis taillait et polissait les surfaces dont il voulait révéler le cristal. Les verres à pied ont généralement une longue tige sur un petit pied et des coupes à l'équilibre harmonieux. Des verres de cette série ainsi que d'autres objets sont conservés au Kirkland Museum of Fine & Decorative Art (Denver, États-Unis), au MoMA (New York), à la Neue Galerie (New York), au MET Museum ou encore au Birmingham Museum of Art.

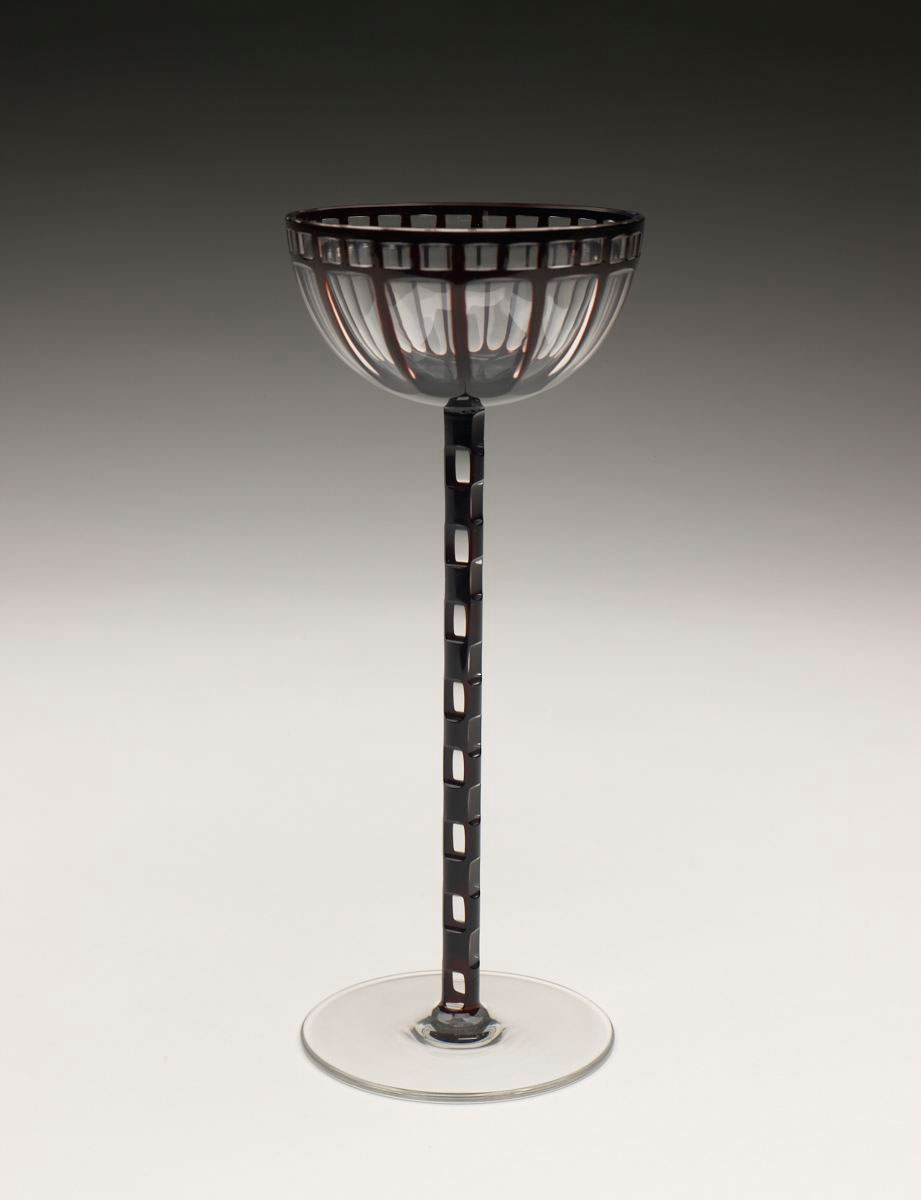
Verre de vin (vers 1907, Birmingham Museum of Art
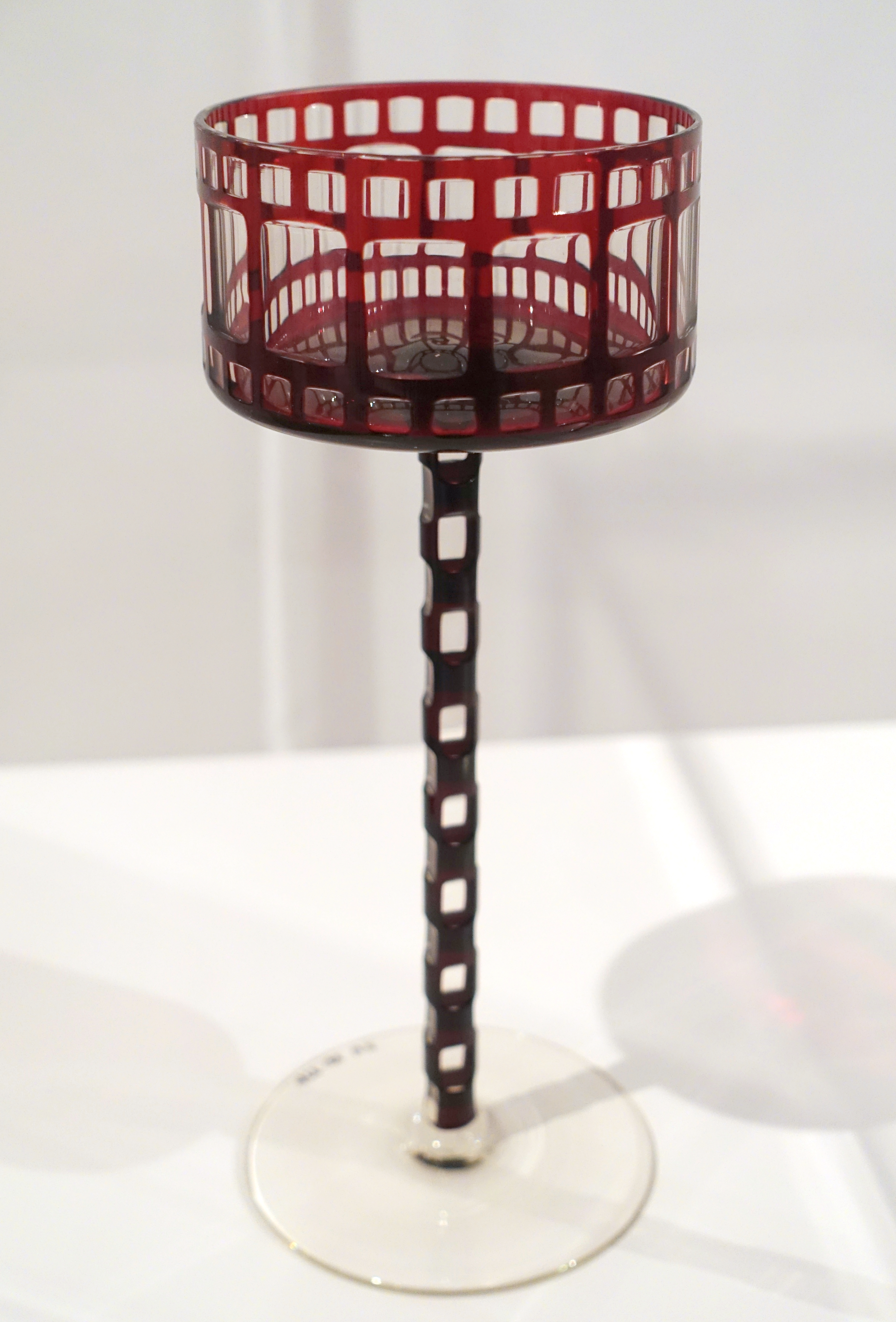
Verre exposé au Bröhan Museum, à Berlin
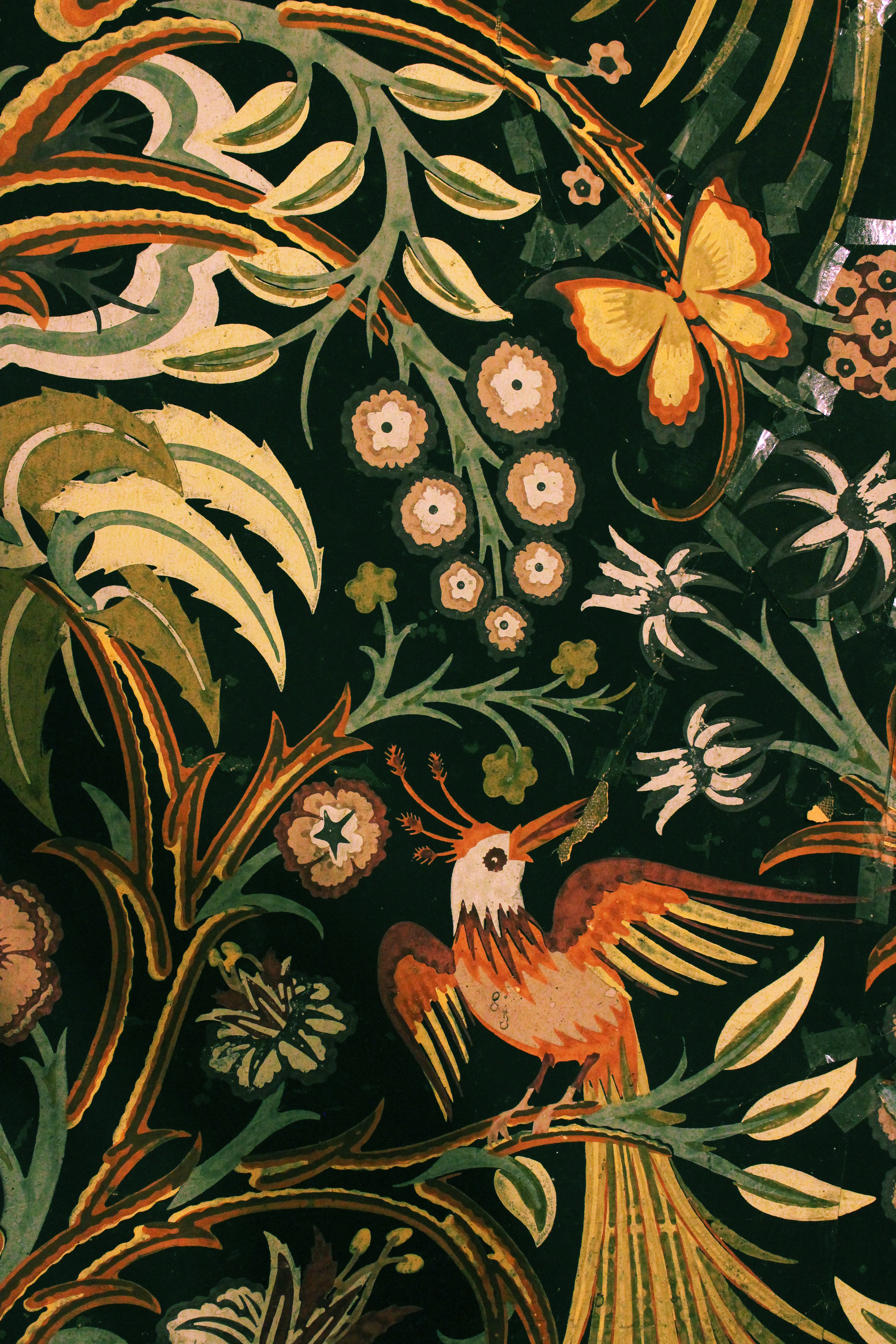
Détail d'un tapis de Prutscher (1910, Annahof)
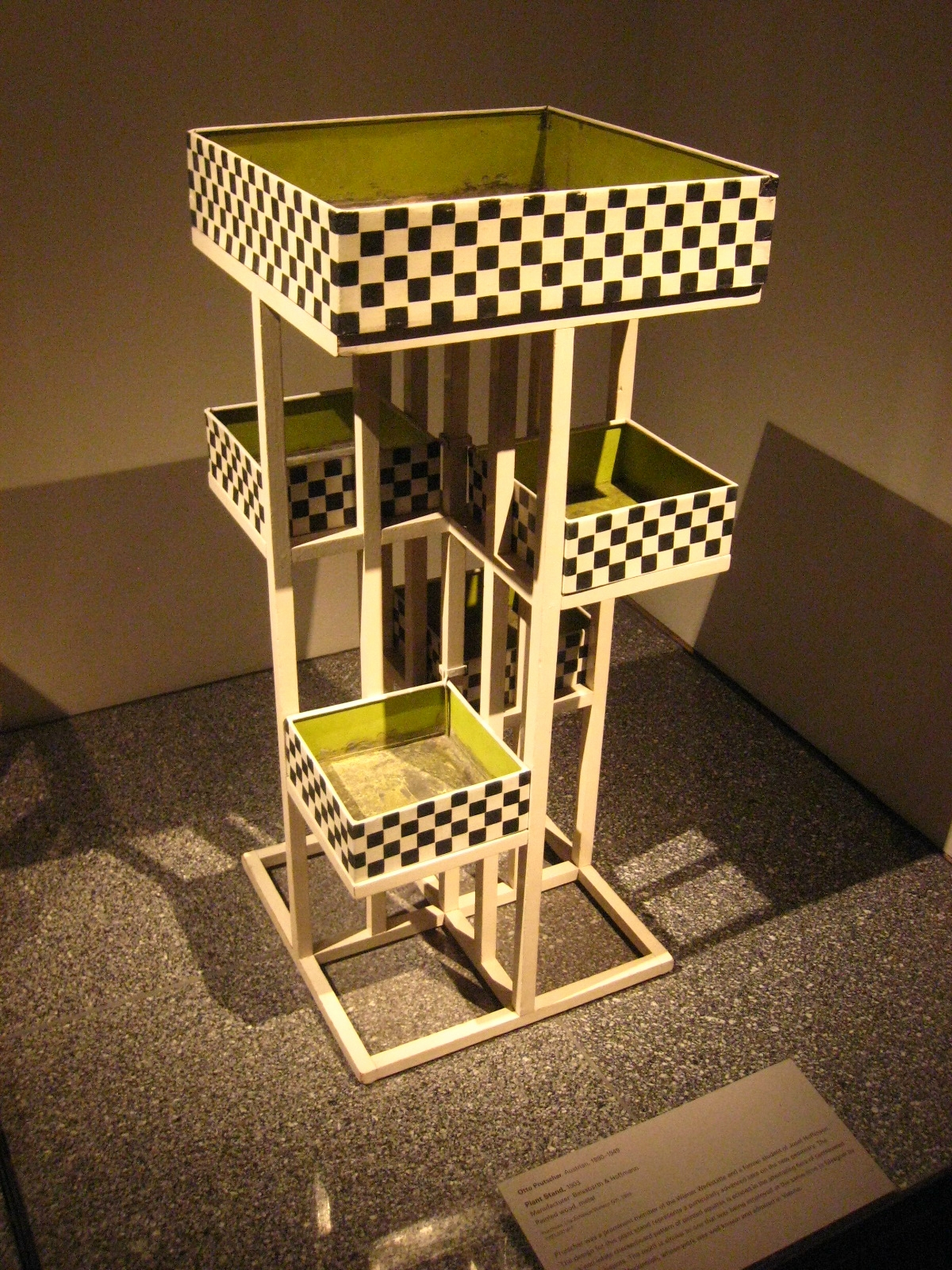
Meuble de plantes (1903)

## Expositions
Otto Prutscher a participé a de nombreuses expositions importantes dont l'Exposition universelle de 1900 à Paris, l'Exposition des Arts Appliqués de Turin (1902), l'Exposition de Meubles (Gartenbaugesellschaft, 1905), la Kunstschau 1908 et 1909, l'Exposition international de photographie de Dresde (1909), l'Exposition d'Art de Rome (1911), l'Exposition d'Hiver du Musée de l'Art et de l'Industrie 1911-1912, l'Exposition de Tapisserie de 1913, l'Exposition Anniversaire de l'Association des Arts appliqués (1924), Pressa Cologne 1925.
Il a aussi été membre des Werkbunds allemand et autrichien, de la Künstlerhaus de Vienne et de l'Association des Architectes autrichiens.
Otto Prutscher a aussi été exposé à plusieurs reprises à titre posthume par le MoMA, lors d'expositions collectives :
- ModernStarts: Things (1999 – 2000)
- Architecture and Design: Inaugural Installation (2004 - 2005)
- Shaping Modernity: Design 1880–1980 (2009 - 2010)
- Shaping Modernity 1880–1980 (2012 – 2013)